# Phaidon Press
Phaidon Press (Kurzform Phaidon) ist einer der weltweit führenden Verlage auf dem Gebiet der Bildenden Künste, der Architektur, der Fotografie und des Designs.

## Geschichte
Als „Phaidon Verlag“ wurde das Unternehmen 1923 von Béla Horovitz, Ludwig Goldscheider und Fritz Ungar in Wien gegründet. Ziel des Verlages – dessen Name von Platons um die Seele als Hauptthema kreisenden Dialog Phaidon inspiriert ist – war es, hochwertige Bücher zu bezahlbaren Preisen anzubieten, was durch Kooperationen mit englischen und amerikanischen Verlagen und hohe Auflagenzahlen erreicht werden konnte. Die ersten Bücher des Verlages waren allerdings noch keine Kunstbücher, sondern literarische, philosophische und historische Werke. Die Herausgabe großformatiger Bildbände, für die Phaidon später bekannt wurde, begann 1936 mit Büchern über Van Gogh, Botticelli und die französischen Impressionisten.
Der Anschluss Österreichs an das nationalsozialistische Deutsche Reich zwang die jüdischen Inhaber 1938 in die Emigration nach Großbritannien, zunächst nach Oxford, später nach London. Der Verlag arbeitete dort in der ersten Zeit mit dem britischen Verlagshaus Allen & Unwin zusammen, bevor er sich vor Ort als „Phaidon Press“ etablieren konnte.
1950 veröffentlichte der Verlag Die Geschichte der Kunst des renommierten Kunsthistorikers Ernst Gombrich – mit einer Auflage von über 7 Millionen Exemplaren in 30 verschiedenen Sprachen eines der meistverkauften Kunstbücher aller Zeiten. 
In den 1970er- und 1980er-Jahren wechselte der Verlag mehrfach die Eigentümer, ehe er 1990 von Richard Schlagman übernommen wurde, der Phaidon bis heute leitet. Von 1994 bis 2006 war der Grafikdesigner Alan Fletcher Art Director bei Phaidon. Seit 1995 ist Phaidon auch für die Reihe Contemporary Artists bekannt, in der Monografien zeitgenössischer und aufstrebender Künstler veröffentlicht werden.
Heute unterhält der Verlag Phaidon Press, dessen Zentrale sich weiterhin in London befindet, Filialen in New York, Paris, Berlin und Tokyo. Der Verlag veröffentlicht auf Englisch, Französisch, Deutsch, Italienisch, Spanisch und Japanisch.